# Религия в Беларуси

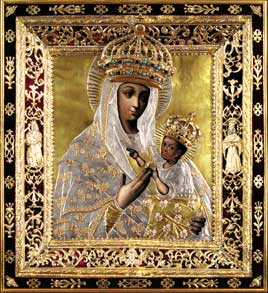
Будславская икона Божией Матери, 1590-е

Согласно статье 16 Конституции Беларуси от 15 марта 1994 года с изменениями и дополнениями, принятыми на республиканских референдумах 24 ноября 1996 года, 17 октября 2004 года и 27 февраля 2022 года «религии и вероисповедания равны перед законом». Крупнейшая религиозная организация в стране — Русская православная церковь, вторая по числу зарегистрированных общин  Христиане веры евангельской (пятидесятники), третья по количеству зарегистрированных общин и вторая по численности приверженцев — Римско-католическая церковь. Менее многочисленные конфессии: протестантские деноминации, иудаизм, ислам, индуизм, буддизм, бахаизм и некоторые другие. В то же самое время значительная часть населения страны являются неверующими.
В соответствии со статьей 13 закона Республики Беларусь «О свободе совести и религиозных организациях», руководителем религиозной организации может быть только гражданин Республики Беларусь.
Согласно Закону Республики Беларусь от 31 октября 2002 г. № 137-З, «каждый имеет право на свободу выбора атеистических или религиозных убеждений, а именно: самостоятельно определять своё отношение к религии, единолично или совместно с другими исповедовать любую религию или не исповедовать никакой».
Согласно результатам опроса Исследовательского центра Pew Research Center, опубликованным в мае 2017 года, 73% опрошенных белорусов считали себя православными христианами, 12% — католиками, 11% — приверженцами иного исповедания, 3% не относили себя к какой-либо религии.
В 2021 году сообщалось, что, согласно социологическим опросам, верующими считают себя 58,9% населения страны: из них 82% — православные, 12% — католики, 6% — последователи иных 23-х конфессий и религий, в том числе протестантов, мусульман, иудеев, грекокатоликов (униатов).

## Численность верующих

### Оценки уровня религиозности населения
Согласно исследованию центра Gallup, 27 % граждан Беларуси признали, что религия играет важную роль в их повседневной жизни. По этому показателю Беларусь входит в число 11 наименее религиозных стран мира.
Общее количество людей, идентифицирующих себя как верующих, в постсоветский период выросло, так в 1987 году оно составляло всего 15 % населения, но уже 10 лет спустя по итогам проведённого в 1997 опроса, 49,4 % населения выбрало вариант «Да, я верю в Бога». По данным на июль 2010 года число верующих составляло 58,9 %.
По отдельным оценкам, число людей, посещающих культовые здания, составляет 6 %.

### Официальные данные
В 2007 году по данным Уполномоченного по делам религий и национальностей РБ около 50 % граждан отнесли себя к той или иной религии, из них:
- 80 % — православные (около 40 % от общей численности населения)
- 14 % — католики (около 7 % от общей численности)
- 6 % — другие религии[15].

В 2010 году по данным Уполномоченного по делам религий и национальностей РБ 58,9 % граждан отнесли себя к той или иной религии, из них:
- 82,5 % — православные (около 48 % от общей численности населения)
- 12 % — католики (около 7 % от общей численности)
- 4 % — другие религии[16].

Но уже в 2011 году по данным Информационно-аналитического центра при Администрации президента Республики Беларусь (ИАЦ) опрос населения страны показал, что 93,5 % респондентов отнесли себя к той или иной религии, из них:
- 81 % — православные (около 76 % от общей численности населения);
- 10,5 % — католики (около 10 % от общей численности населения);
- 2 % — другие религии (иудаизм — 1 %, протестантизм и ислам — по 0,5 %)[5][13].

В 2012 году по данным ИАЦ проведённый опрос населения страны показал, что 95,5 % респондентов отнесли себя к той или иной религии, из них:
- 83 % — православные (около 77 % от общей численности населения);
- 10 % — католики (около 9,5 % от общей численности населения);
- 1,5 % — другие религии[17].

Информационно-аналитический центр при Администрации президента Республики Беларусь в своём аналитическом материале отмечает, что среди сделавших заявление о своей конфессиональной принадлежности 21,5 % респондентов не смогли дать однозначный ответ на вопрос, являются ли они верующими. Изо всех опрошенных дали однозначный ответ о своей вере в Бога 65 % опрошенных. Отмеченное в ходе исследования расхождение данных о доле указавших свою конфессиональную принадлежность (93,5 %) и долей верующих (65 %) демонстрирует особенности религиозной самоидентификации белорусских граждан, которая выходит за рамки культового поведения. Большинство религиоведов полагают, что данный феномен характерен для постсоветского пространства.
Основным источником информации о конфессиональном составе страны являются социологические исследования. В соответствии со статьей 5 Закона Республики Беларусь «О свободе совести и религиозных организациях» никто не обязан сообщать о своем отношении к религии и не может подвергаться какому-либо принуждению при определении своего отношения к религии, к исповеданию той или иной религии, к участию или неучастию в деятельности религиозных организаций. По этой причине вопрос о вероисповедании не включается как обязательный вопрос при Государственной переписи населения.

### Альтернативные оценки

#### Православие

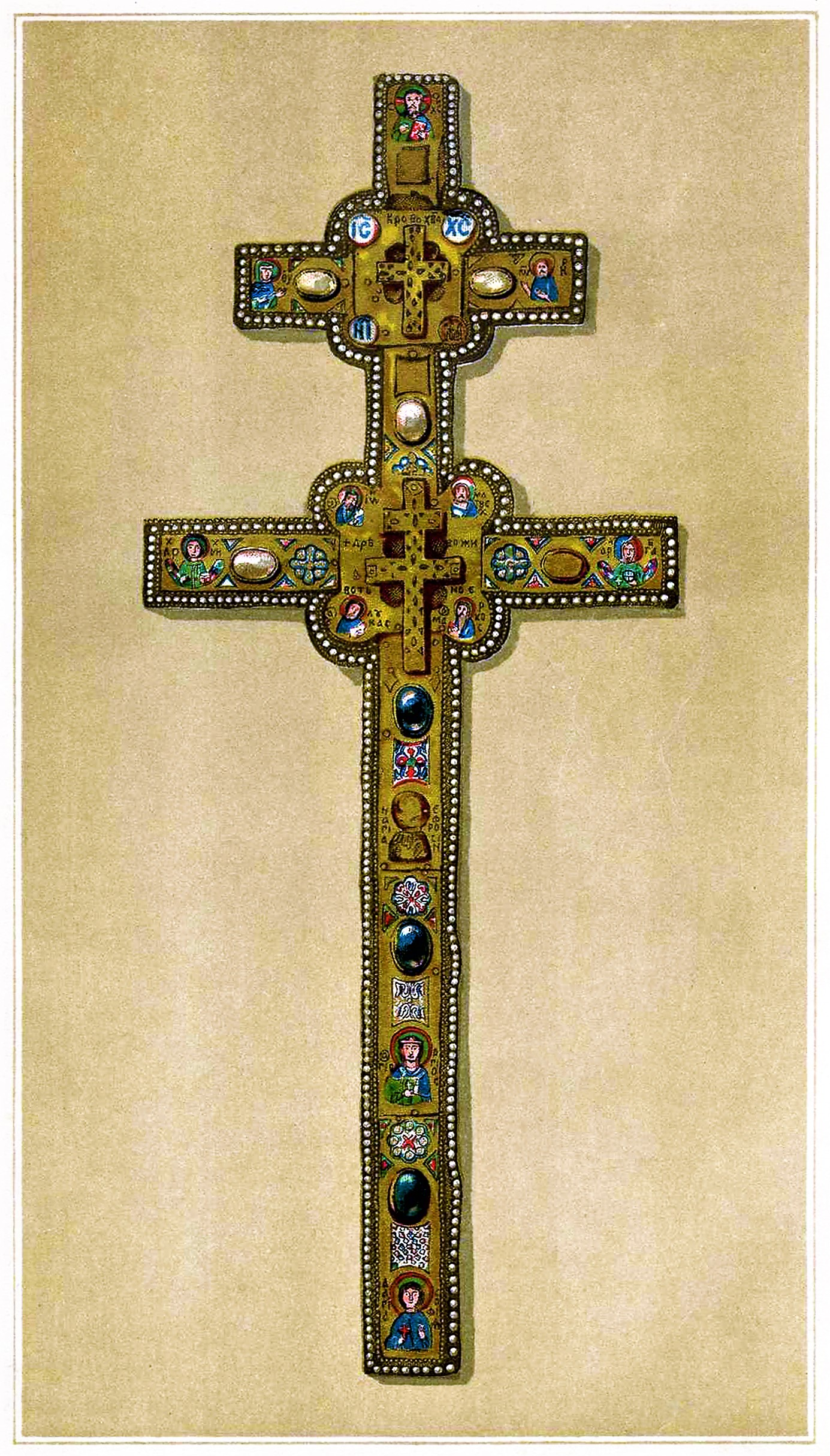
Утерянная христианская реликвия — крест Ефросиньи Полоцкой

Есть данные, сообщающие о том, что в 2001 году доля верующих, относящихся к Русской православной церкви, составляла 73 % (или около 37 % от общей численности населения).

#### Католичество
По данным самой католической церкви в Беларуси к ней относятся около 1,4 млн верующих (около 15 % населения страны). Имеются оценки числа униатов (Белорусская грекокатолическая церковь) — до 10 тысяч человек.

#### Протестантизм
Есть источники, которые дают значительно более высокую оценку количества верующих всех протестантских деноминаций — 515 024, адвентистов седьмого дня — 4 633 человека, по другим данным — 4 828 человека, а численность Свидетелей Иеговы — 5 014 человека.

#### Иудаизм
По информации из еврейских общин, к евреям себя относят от 30 до 40 тысяч граждан Беларуси, однако подавляющее большинство евреев не являются активными верующими. Число евреев по данным переписей быстро сокращается, так в 1979 году их было 135 тысяч, в 1989 году 112 тысяч; особенно быстро число евреев сокращалось в период независимости страны: к 1999 году их число сократилось в 4 раза (до 28 тысяч), а в период до 2009 года ещё более чем вдвое — до 13 тысяч. Тем не менее есть источники, которые называют значительно более высокие цифры числа лиц иудейского вероисповедания: 60 тысяч.

#### Ислам
Численность этносов, традиционно относимым к мусульманам, по данным переписи 2009 года составляла около 22 тысяч человек. На 2014 год количество мусульман оценивается в 19 тысяч (0,2 % населения).

## Количество религиозных общин
| Конфессия                       | 1988 | 1991 | 1996 | 2005 | 2006 | 2007 | 2008 | 2009 | 2010 | 2011 | 2012 | 2013 | 2014 | 2015 | 2016 | 2017 | 2018 | 2019 | 2020 | 2021 | 2022 | 2023 | 2024 |
| ------------------------------- | ---- | ---- | ---- | ---- | ---- | ---- | ---- | ---- | ---- | ---- | ---- | ---- | ---- | ---- | ---- | ---- | ---- | ---- | ---- | ---- | ---- | ---- | ---- |
| Православная церковь            | 399  | 603  | 938  | 1315 | 1349 | 1399 | 1431 | 1473 | 1509 | 1545 | 1567 | 1594 | 1615 | 1643 | 1659 | 1670 | 1687 | 1698 | 1709 | 1714 | 1726 | 1733 | 1737 |
| Старообрядческая церковь        | 22   | 23   | 32   | 33   | 33   | 33   | 32   | 32   | 32   | 32   | 33   | 33   | 33   | 33   | 34   | 34   | 34   | 34   | 34   | 34   | 34   | 34   | 34   |
| Римско-католическая церковь     | 121  | 222  | 372  | 433  | 438  | 440  | 457  | 467  | 470  | 475  | 479  | 483  | 488  | 491  | 493  | 495  | 497  | 499  | 498  | 499  | 500  | 500  | 500  |
| Католики латинского обряда      | -    | -    | -    | 1    | 1    | 1    | 1    | 1    | 1    | 1    | 2    | 1    | 1    | 1    | 1    | 1    | 1    | 1    | 1    | 1    | 1    | 1    | 1    |
| Греко-католическая церковь      | -    | -    | 11   | 13   | 13   | 13   | 14   | 14   | 14   | 15   | 14   | 15   | 15   | 15   | 15   | 15   | 15   | 15   | 16   | 16   | 16   | 16   | 16   |
| Реформатская церковь            | -    | -    | 1    | 2    | 1    | 1    | 1    | 1    | 1    | 1    | 1    | 1    | 1    | 1    | 1    | 1    | 1    | 1    | 1    | 1    | 1    | 1    | 1    |
| Лютеранская церковь             | -    | -    | 5    | 22   | 25   | 27   | 27   | 27   | 27   | 27   | 27   | 27   | 27   | 27   | 27   | 27   | 27   | 26   | 25   | 25   | 25   | 25   | 24   |
| Евангельские христиане баптисты | 171  | 108  | 192  | 257  | 265  | 267  | 268  | 269  | 272  | 275  | 286  | 287  | 287  | 288  | 289  | 280  | 281  | 281  | 281  | 281  | 281  | 282  | 282  |
| Иоганская церковь               | -    | -    | 1    | 1    | 1    | 1    | 1    | 1    | 1    | 1    | 1    | 1    | 1    | 1    | -    | -    | -    | -    | -    | -    | -    | -    | -    |
| Новоапостольская церковь        | -    | -    | 17   | 20   | 20   | 21   | 21   | 21   | 21   | 21   | 21   | 21   | 21   | 21   | 21   | 21   | 21   | 21   | 21   | 20   | 19   | 19   | 19   |
| Пресвитерианская церковь        | -    | -    | -    | 1    | 1    | 1    | 1    | 1    | 1    | 1    | 1    | 1    | 1    | 1    | 1    | 1    | 1    | 1    | 1    | 1    | 1    | 1    | 1    |
| Христиане веры евангельской     | 39   | 119  | 311  | 482  | 488  | 493  | 494  | 500  | 501  | 505  | 512  | 517  | 520  | 522  | 524  | 521  | 521  | 524  | 524  | 524  | 526  | 525  | 526  |
| Христиане полного Евангелия     | -    | -    | 21   | 55   | 54   | 54   | 54   | 54   | 55   | 55   | 55   | 59   | 59   | 59   | 59   | 59   | 59   | 60   | 62   | 64   | 64   | 64   | 62   |
| Христиане веры апостольской     | -    | -    | 8    | 10   | 9    | 9    | 9    | 9    | 9    | 9    | 10   | 10   | 10   | 10   | 10   | 10   | 11   | 11   | 11   | 11   | 11   | 11   | 11   |
| Церковь Христова                | -    | -    | 6    | 5    | 5    | 5    | 5    | 5    | 5    | 5    | 5    | 5    | 5    | 5    | 5    | 5    | 5    | 5    | 5    | 5    | 5    | 5    | 5    |
| Мессианские общины              | -    | -    | 2    | 2    | 1    | 2    | 2    | 2    | 2    | 2    | 2    | 2    | 2    | 2    | 2    | 3    | 3    | 3    | 3    | 3    | 3    | 3    | 3    |
| Адвентисты седьмого дня         | 11   | 12   | 34   | 69   | 72   | 74   | 73   | 72   | 72   | 72   | 73   | 73   | 73   | 73   | 73   | 73   | 73   | 73   | 73   | 73   | 73   | 73   | 73   |
| Свидетели Иеговы                | -    | -    | 11   | 26   | 26   | 26   | 26   | 26   | 26   | 27   | 27   | 27   | 27   | 27   | 27   | 27   | 27   | 27   | 27   | 27   | 27   | 27   | 27   |
| Мормоны                         | -    | -    | 3    | 3    | 4    | 4    | 4    | 4    | 4    | 4    | 4    | 4    | 4    | 4    | 4    | 4    | 4    | 4    | 4    | 4    | 4    | 4    | 4    |
| Иудейская религия               | 1    | 3    | 10   | 27   | 28   | 29   | 29   | 29   | 30   | 35   | 36   | 42   | 38   | 38   | 39   | 38   | 38   | 39   | 38   | 36   | 36   | 36   | 36   |
| Прогрессивный иудаизм           | -    | -    | 5    | 17   | 17   | 17   | 17   | 17   | 16   | 17   | 17   | 10   | 14   | 14   | 14   | 14   | 14   | 14   | 15   | 15   | 14   | 15   | 15   |
| Мусульманская религия           | 1    | 2    | 20   | 24   | 24   | 24   | 24   | 25   | 25   | 25   | 25   | 25   | 25   | 25   | 25   | 24   | 24   | 24   | 24   | 24   | 24   | 24   | 24   |
| Бахаи                           | -    | -    | 3    | 5    | 5    | 5    | 5    | 5    | 5    | 5    | 5    | 5    | 5    | 5    | 5    | 5    | 5    | 5    | 5    | 5    | 5    | 5    | 5    |
| Кришнаиты                       | -    | -    | 6    | 5    | 5    | 6    | 6    | 6    | 6    | 6    | 6    | 6    | 6    | 6    | 6    | 6    | 6    | 6    | 6    | 6    | 6    | 6    | 6    |
| Армянская апостольская церковь  | -    | -    | -    | 1    | 1    | 1    | 1    | 1    | 1    | 1    | 1    | 2    | 2    | 2    | 2    | 2    | 2    | 2    | 4    | 5    | 6    | 6    | 6    |
| Оомото                          | -    | -    | 1    | 1    | -    | -    | -    | -    | -    | -    | -    | -    | -    | -    | -    | -    | -    | -    | -    | -    | -    | -    | -    |
| Буддизм                         | -    | -    | -    | -    | -    | -    | -    | -    | -    | -    | -    | -    | -    | -    | 1    | 1    | 1    | 1    | 1    | 1    | 1    | 1    | 1    |
| Всего                           | 765  | 1092 | 2009 | 2829 | 2886 | 2953 | 3003 | 3062 | 3106 | 3162 | 3210 | 3251 | 3280 | 3314 | 3337 | 3337 | 3358 | 3375 | 3389 | 3395 | 3409 | 3417 | 3419 |

| Наименование конфессии          | Брестская область | Витебская область | Гомельская область | Гродненская область | Могилёвская область | Минская область | г. Минск | Всего по республике |
| ------------------------------- | ----------------- | ----------------- | ------------------ | ------------------- | ------------------- | --------------- | -------- | ------------------- |
| Православная церковь            | 396               | 300               | 239                | 217                 | 143                 | 389             | 53       | 1737                |
| Старообрядческая церковь        | -                 | 18                | 2                  | 1                   | 7                   | 4               | 2        | 34                  |
| Римско-католическая церковь     | 66                | 94                | 21                 | 176                 | 24                  | 98              | 21       | 500                 |
| Католики латинского обряда      | -                 | -                 | -                  | -                   | -                   | -               | 1        | 1                   |
| Греко-католическая церковь      | 3                 | 4                 | 1                  | 2                   | 1                   | 1               | 4        | 16                  |
| Реформатская церковь            | -                 | -                 | -                  | -                   | -                   | -               | 1        | 1                   |
| Лютеранская церковь             | -                 | 13                | 3                  | 2                   | 4                   | -               | 2        | 24                  |
| Евангельские христиане баптисты | 91                | 38                | 26                 | 20                  | 40                  | 49              | 18       | 282                 |
| Новоапостольская церковь        | 2                 | 3                 | 5                  | 5                   | 2                   | 1               | 1        | 19                  |
| Пресвитерианская церковь        | -                 | -                 | -                  | -                   | 1                   | -               | -        | 1                   |
| Христиане веры евангельской     | 166               | 52                | 74                 | 33                  | 42                  | 136             | 23       | 526                 |
| Христиане полного Евангелия     | 7                 | 7                 | 16                 | 8                   | 4                   | 12              | 8        | 62                  |
| Христиане веры апостольской     | 8                 | -                 | -                  | 3                   | -                   | -               | -        | 11                  |
| Церковь Христова                | 1                 | -                 | -                  | 1                   | 1                   | -               | 2        | 5                   |
| Мессианские общины              | 1                 | -                 | 2                  | -                   | -                   | -               | -        | 3                   |
| Адвентисты седьмого дня         | 18                | 14                | 12                 | 7                   | 6                   | 10              | 6        | 73                  |
| Свидетели Иеговы                | 3                 | 5                 | 7                  | 5                   | 3                   | 3               | 1        | 27                  |
| Мормоны                         | -                 | 1                 | -                  | -                   | 1                   | -               | 2        | 4                   |
| Иудейская религия               | 5                 | 5                 | 7                  | 1                   | 13                  | 2               | 3        | 36                  |
| Прогрессивный иудаизм           | 1                 | 3                 | 1                  | 2                   | 2                   | 3               | 3        | 15                  |
| Мусульманская религия           | 2                 | 4                 | 1                  | 7                   | 1                   | 6               | 3        | 24                  |
| Бахаи                           | 1                 | 1                 | 1                  | -                   | 1                   | -               | 1        | 5                   |
| Кришнаиты                       | 1                 | 1                 | 1                  | 1                   | 1                   | -               | 1        | 6                   |
| Армянская апостольская церковь  | -                 | 2                 | -                  | -                   | 2                   | -               | 2        | 6                   |
| Буддизм                         | -                 | -                 | -                  | -                   | -                   | -               | 1        | 1                   |
| Всего                           | 772               | 565               | 419                | 491                 | 299                 | 714             | 159      | 3419                |

## Христианство

### Православие

#### Общие сведения
Крупнейшая по числу приверженцев конфессия в Беларуси — православие, представленное Белорусским экзархатом Московского патриархата, основанным в 1989. Экзархат включает в себя более 8 миллионов верующих и состоит из 15 епархий:
- Бобруйская епархия
- Борисовская епархия
- Брестская епархия
- Витебская епархия
- Гомельская епархия
- Гродненская епархия
- Лидская епархия
- Минская епархия
- Могилёвская епархия
- Молодечненская епархия
- Новогрудская епархия
- Пинская епархия
- Полоцкая и Глубокская епархия
- Слуцкая епархия
- Туровская епархия

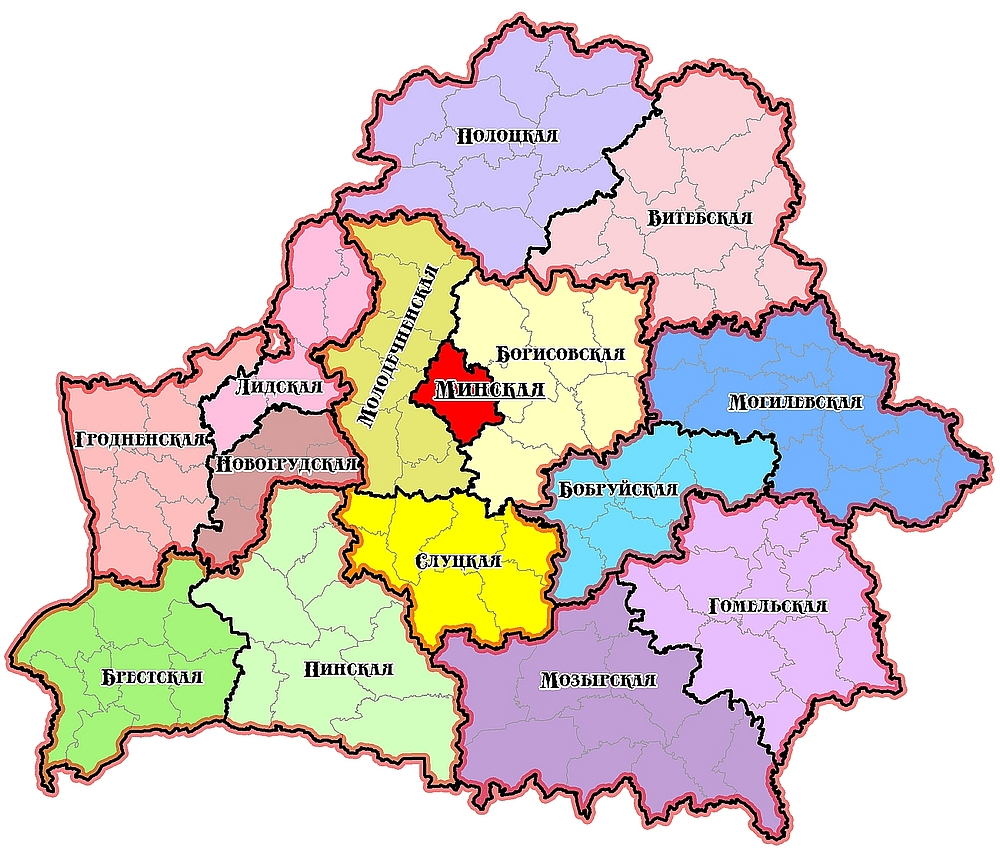
Епархии Белорусской Православной Церкви, январь 2018

Действующий экзарх — митрополит Вениамин (с августа 2020 года).

#### История
Западнорусские земли были крещены в основном одновременно с другими землями Руси.
В 1596 была провозглашена Брестская уния, положившая начало существованию Русской униатской церкви. В 1791 году православные составляли примерно 6,5 % населения (до 250 тысяч человек) Великого княжества Литовского в составе Речи Посполитой.
В 1839 году на Полоцком соборе униатские приходы были воссоединены с православием в юрисдикции российского Святейшего синода.
Во исполнение постановления Архиерейского собора 1989 года, в 1990 году был образован Белорусский экзархат Московского патриархата.

### Старообрядчество
После церковного раскола в середине XVII века часть староверов переселилась в Великое княжество Литовское в ту его часть, что в настоящее время образует Республику Беларусь. Одним из центров старообрядчества была Ветка. В 1791 году старообрядцы составляли 4 % населения всего Великого княжества Литовского (то есть с включением также и тех территорий, что ныне входят в состав современной Литвы, Латвии и России).

### Католицизм

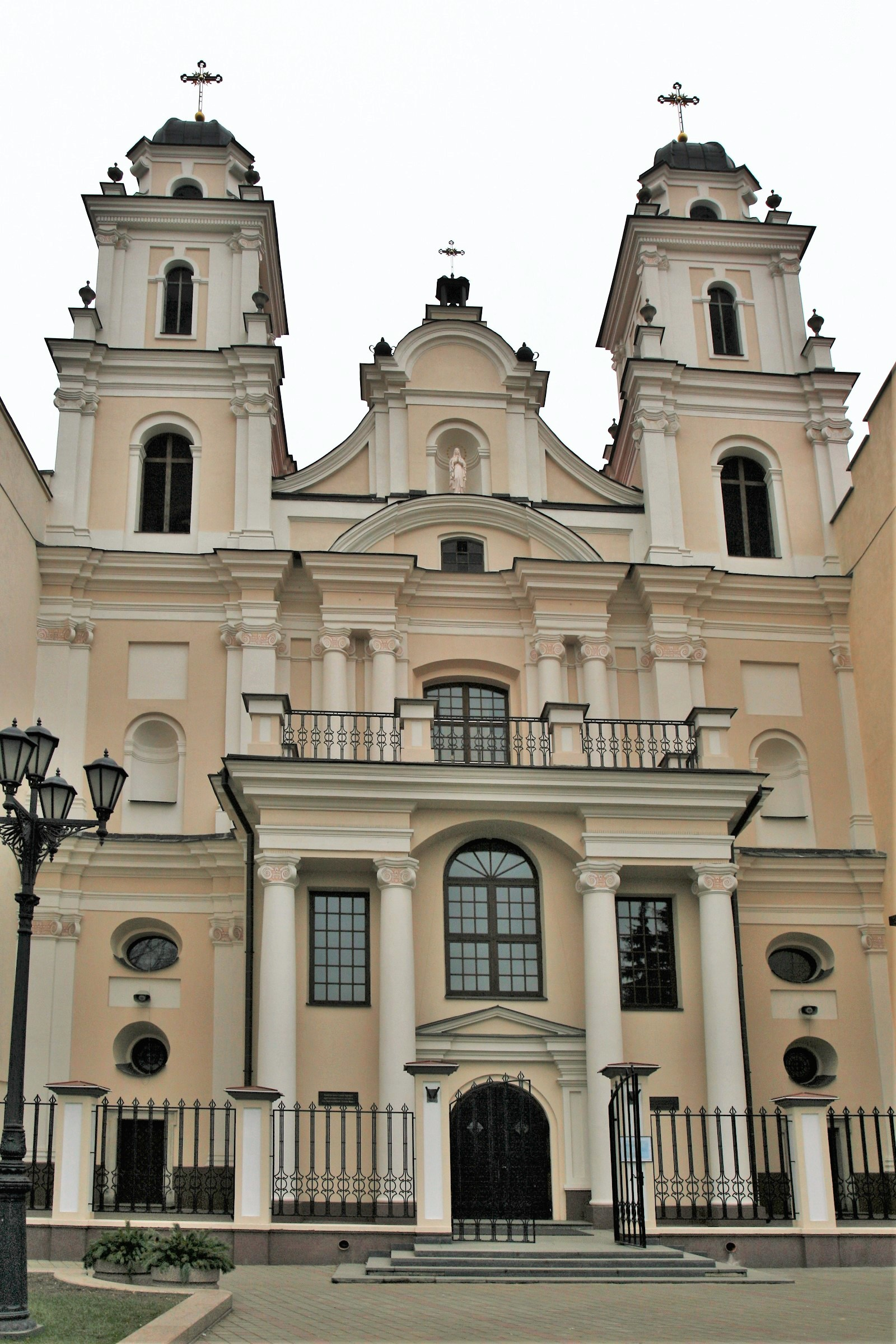
Собор Пресвятой Девы Марии в Минске — кафедральный собор Минско-Могилёвской архиепархии

Католическая церковь — вторая по величине религиозная община в Республике Беларусь. Католиками (по данным самой католической церкви) являются около 1,4 млн чел., католицизм более распространён на западе страны (прежде всего, в Гродненской области). В настоящее время Беларусь разделена на 4 епархии:
- Минско-Могилёвский архидиоцез
- Витебский диоцез
- Гродненский диоцез
- Пинский диоцез

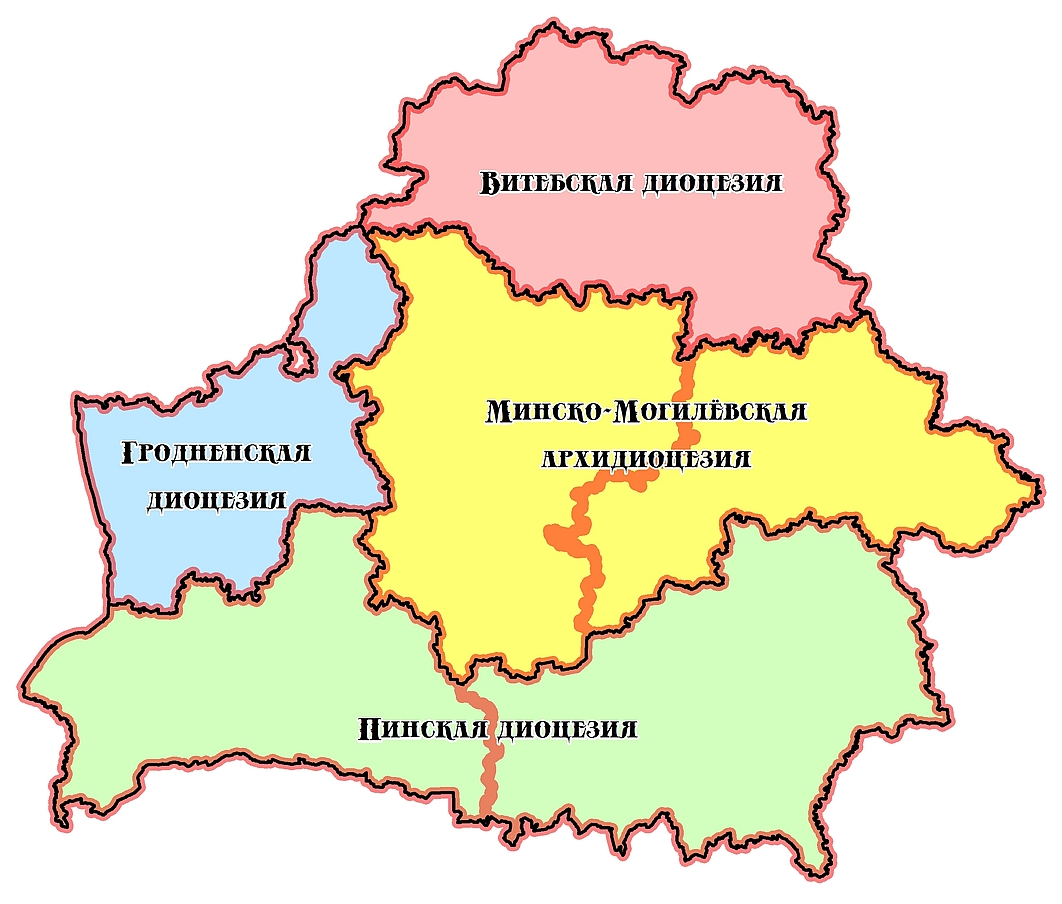
римо-католические диоцезы (епархии) Беларуси, 2018

Архиепископ-митрополит Минско-Могилёвского архидиоцеза — Иосиф Станевский.

#### История
Хотя существуют некоторые аргументы в пользу возможного распространения христианства по латинскому обряду ещё в X веке, начало активного распространения католицизма на территории современной Беларуси связывается с концом XIV века. В это время великий князь литовский Ягайло в обмен на получение польской короны начал перевод в католицизм прежде языческой знати Жмуди и Аукштайтии (современная Литва) при одновременном создании привилегий для католиков. Со временем большая часть знати (шляхты) приняла католицизм, в то время как большинство простого населения на территории современной Беларуси осталось православным.
После заключения Брестской унии в 1596 году, расширения привилегий для католиков и появления в Речи Посполитой иезуитов численность перешедших в католицизм увеличилась. Значительную роль в переводе высших сословий (некоторые из них к этому времени стали исповедовать кальвинизм и антитринитаризм) в католицизм сыграли организованные иезуитами школы, дававшие качественное образование. В переводе крестьянства в католичество (преимущественно в Западной Беларуси) большую роль сыграло закрытие православных и открытие католических храмов. В 1791 году католики составляли 38 % населения Великого княжества Литовского (однако сюда же включены этнически литовские территории, где господствовал именно католицизм).
Долгое время белорусов-католиков причисляли к полякам из-за недостаточно развитого чувства национальной идентичности.

### Грекокатолики
В 1791 году грекокатолики составляли 39 % населения Великого княжества Литовского. По другим данным, грекокатолики в XVIII веке составляли абсолютное большинство (до 70 %) населения на территории современной Беларуси.
В середине XIX века грекокатолические церкви были возвращены (или переданы) православию (см. Полоцкий собор 1839 года). Православное население вновь стало доминировать.

### Армянская апостольская церковь
По данным на 1 января 2024 года в Беларуси официально зарегистрировано шесть общин Армянской апостольской церкви. В мае 2025 г. открыли и освятили первую в Беларуси Армянскую апостольскую церковь — Церковь Святого Григория Просветителя, г. Минск. 

### Протестантизм
Официально зарегистрированные протестантские конфессии:
- Реформатская церковь
- Евангелическо-лютеранская церковь
- Евангельские христиане баптисты
- Новоапостольская церковь
- Пресвитерианская церковь
- Христиане веры евангельской
- Христиане полного Евангелия
- Христиане веры апостольской
- Церковь Христова
- Мессианские общины
- Адвентисты седьмого дня
- Свидетели Иеговы
- Мормоны

#### История
Протестанты (прежде всего кальвинисты) появились на территории современной Беларуси в середине XVI века и на некоторое время получили значительное распространение среди представителей богатейшей знати — магнатов (например, Николай Радзивилл Рыжий, Николай Радзивилл Чёрный приняли кальвинизм, некоторое время кальвинистом был Лев Сапега). Спад протестантского движения в Беларуси связывают прежде всего с активной деятельностью иезуитов.

## Иудаизм

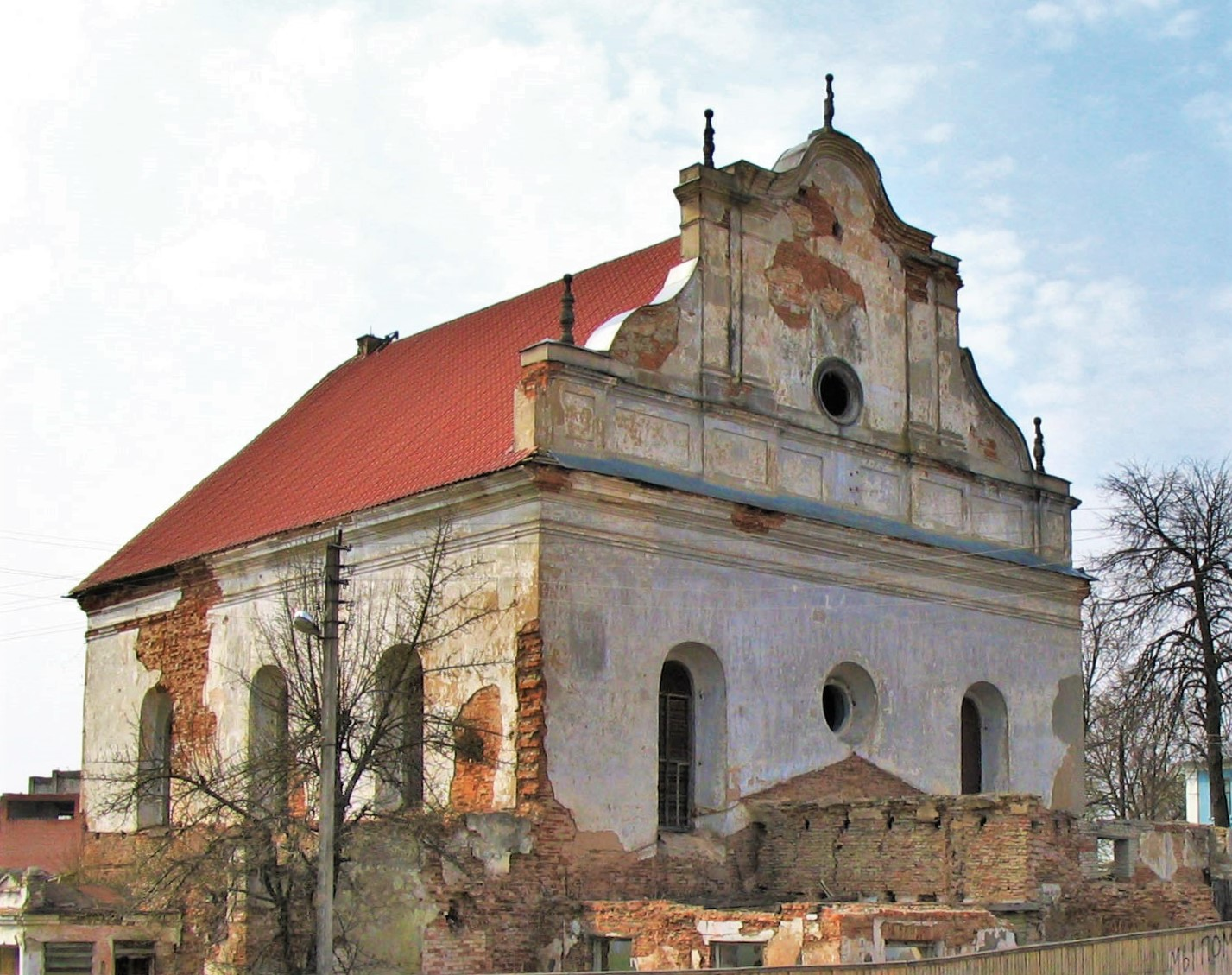
Синагога в Слониме. Современный вид

На сегодняшний день в стране действует 6 синагог в городах: Минск (2 объекта), Бобруйск, Гродно, Пинск, Гомель. По численности насчитывается, по разным данным, от 13 000 до 28 000 евреев и 19 священнослужителей.

### История
Иудаизм появился на белорусских землях вместе с первыми евреями (конец XIV — начало XV века). Долгое время белорусские земли были крупным центром концентрации еврейского населения. По переписи 1897 года, на территории современной Беларуси проживало 978 тыс. евреев.

## Ислам
По данным на 1 января 2024 года в стране зарегистрированы 24 мусульманские общины и действует 8 мечетей в регионе традиционного расселения белорусских татар: Слоним, Новогрудок, Клецк, Видзы, Ивье, Смиловичи, Молодечно, Ловчицы, Минск.

### История
Ислам получил определённое распространение на территории современной Беларуси с мирным переселением татар из Крыма начиная с XIV в. В XX — начале XXI века на территорию Беларуси мигрировали представители ряда традиционно исламских этносов Поволжья, Кавказа, Средней Азии и некоторых стран дальнего зарубежья.

## Индуизм
Имеет место небольшое число последователей индуизма (в подавляющем большинстве неоиндуизма). Из ветвей индуизма наиболее распространён вайшнавизм, в частности одно из направлений кришнаитского бхакти — гаудия-вайшнавизм. Общины кришнаитских течений действуют во многих крупных городах Беларуси. Кроме этого в Беларуси существуют последователи шиваизма, Брахма Кумарис, а также религиозные группы различных индуистских гуру: фонд «Искусство жизни» Шри Шри Рави Шанкара, Центр Шри Чинмоя, Саи Баба, Ошо и др.

### История
В Беларуси первые кришнаитские общины были зарегистрированы в январе 1992 года. В 1997 году Минская община «Международного общества сознания Кришны» была представлена к ликвидации.
В 2003 году кришнаистские активисты выразили протест против описания их религии в учебном пособии для 11 класса по предмету «Человек. Общество. Государство»: в учебнике кришнаитов называли сектой, обвиняли в применении «технологии оболванивания» и необходимости помощи психиатров для верующих, чтобы «вернуться к реальной жизни». Учебник продолжал использоваться несмотря на протесты религиозных общин.
Согласно докладу Human Rights Watch, кришнаиты и представители индусской общины регулярно задерживались и штрафовались милицией за медитацию, распевание гимнов в общественных местах и организацию акций протеста против отказов в регистрации общин.
В июле 2021 года среди принудительно закрытых неправительственных организаций была могилёвская неоиндуистская культурно-просветительная организация «Веданта вада».

## Буддизм
В Беларуси действует одна зарегистрированная община Шен Чен Линг традиции Бон, и несколько незарегистрированных буддистских общин различных направлений: Тхеравада, Гелуг, Кван Ум школы Дзэн Буддизма, Карма-кагью (Лама Оле Нидал) и др.

### История
В 2015 году впервые в Беларуси была официально зарегистрирована община, относящаяся к духовной традиции Тибета - Религиозная буддистская община «Шен Чен Линг» традиции Бон. До этого предпринимались попытки зарегистрировать буддийскую общину «Первый шаг пути» (традиция Гелуг) в г. Речица, и общину Карма-кагью (ККАПОН) в г. Минске, которая в 2017 году была зарегистрирована как КПОО «Буддийская культура и традиция».

## Бахаизм
Вера Бахаи является одной из молодых религий, которая официально зарегистрирована в Беларуси. Она имеет свои общины в Бресте, Витебске, Гомеле, Могилёве и Минске. На сегодняшний день минская община насчитывает около 120 человек, включая детей.

### История
Первая община Бахаи была зарегистрирована в Беларуси в 1992 году.

## Незарегистрированные религиозные конфессии

### Белорусская автокефальная православная церковь
Ныне существует несколько религиозных организаций, позиционирующих себя в качестве Белорусской автокефальной православной церкви (в изгнании), которые действуют за пределами страны.

### Родноверие
После принятия христианства на территории современной Беларуси язычество (См. также Славянское язычество) оказало определённое влияние на христианскую обрядность, что проявилось, в частности, в сохранении некоторых языческих праздников (Дзяды, Радуница, Коляда, Иван Купала, проводы Зимы и др.). Начиная с конца 1980-х наблюдается рост числа людей, идентифицирующих себя как язычники. Небольшое развитие получило родноверие, однако движение практически никак не организовано и является во многом стихийным. Также большое распространение получило движение «Звенящие кедры России». На сегодняшний день в Беларуси официально не зарегистрировано ни одной родноверческой общины.

### Оомото
Новая Японская религия Оомото-кё («Учение Великой основы») была официально зарегистрирована в Минске в 1994 году. Община действовала по 2004 год, когда она не пройдя перерегистрацию была упразднена по решению Фрунзенского районного суда г. Минска. В Беларуси оомото прославилось финансовой пирамидой «Сэкай» в 1990-е годы, которую организовал священник местной общины оомото Валерий Буяк. Ныне является незарегистрированной общиной.

### Саентология
Республиканский центр «Дианетика» был зарегистрирован Министерством юстиции Республики Беларусь 5 октября 1995 года как республиканское общественное объединение граждан. 9 августа 1999 года Министерство юстиции отказало общественной организации РЦД в перерегистрации.

## Проблемы

### Приговор Александру Сдвижкову
В 2008 году белорусский журналист Александр Сдвижков получил три года колонии строгого режима за перепечатку карикатур на пророка Мухаммеда в 2006 году. На закрытом процессе он был осуждён по статье 130 УК РБ «Разжигание расовой, национальной или религиозной вражды или розни», п.1 «Умышленные действия, направленные на возбуждение расовой, национальной, религиозной вражды или розни, на унижение национальной чести и достоинства». Газета «Згода» (рус. Согласие), в которой были размещены карикатуры, была закрыта по решению Верховного Суда в том же 2006 году
Истец, председатель религиозного объединения «Духовное управление мусульман Республики Беларусь» муфтий Исмаил Воронович, назвал приговор слишком суровым.
Существует документально неподтверждённая версия, согласно которой столь суровый приговор мог быть вызван желанием белорусского руководства продемонстрировать свою дружбу и поддержку президенту Исламской Республики Иран Махмуду Ахмадинежаду, а само дело инспирировано властями с целью закрытия неугодной газеты.

### Церковь «Новая жизнь»
Церковь «Новая жизнь» (христиане полного Евангелия) в минском микрорайоне Сухарево выкупила у колхоза им. Калинина коровник, отремонтировала его и переоборудовала в свой храм. Мингорисполком же признал использование недвижимости и земли общиной нецелевым и постановил лишить церковь культового статуса и недвижимости. Общине предлагалось продать помещение храма по цене около 22 тыс. белорусских рублей (около 8 USD) за один квадратный метр. В ответ на это в октябре 2006 прихожане церкви начали голодовку, итогом которой стало длительное судебное разбирательство. В настоящее время «Новая жизнь» продолжает тяжбу с Мингорисполкомом, и стороны не могут прийти к консенсусу.

### «Свидетели Иеговы» и воинская обязанность
Из-за отсутствия принятого закона член общины «Свидетелей Иеговы» не смог реализовать своё конституционное право на несение альтернативной гражданской службы, поскольку несение воинской службы в традиционной форме противоречит его религиозным убеждениям.
6 ноября 2009 года суд Центрального района города Гомеля признал Дмитрия Смыка виновным в нарушении закона о воинской обязанности и наложил на него штраф. 20 февраля 2010 года заместитель Председателя Верховного суда Республики Беларусь принёс протест на приговор суда по делу Дмитрия Смыка. 15 марта 2010 года Президиум Гомельского областного суда отменил приговор Суда Центрального района города Гомеля.
18 февраля 2010 года президент Беларуси Александр Лукашенко дал поручение разработать проект закона об альтернативной службе.

### Исследования христианской организации «Open Doors»
По итогам исследования международной благотворительной христианской организации «Open Doors» за 2012 год, Беларусь занимает 42 место в списке стран, где чаще всего притесняют права христиан.

### Законодательство РБ в сфере религии
По мнению ряда отечественных и зарубежных экспертов, Закон РБ «О свободе совести и религиозных организациях» (от 31 октября 2002 г. № 137-З) ущемляет права верующих на свободу совести и вероисповедания.

### Ежегодный доклад Государственного департамента США
Государственным департаментом США ежегодно признаётся неблагоприятной ситуация со свободой совести и вероисповедания в Беларуси. Это в основном выражается в отказах в регистрации религиозных общин чиновниками, пропаганде религиозной нетерпимости в школах и иных учебных заведениях, в отношении конфессий признанных "нетрадиционными" для Беларуси, создании препятствий для миссионерской деятельности религиозных меньшинств (штрафы, приводы в милицию) и т. п.
Совет Министров Республики Беларусь прокомментировал выводы Государственного департамента США за 2004 год, критически высказывавшегося о ситуации со свободой вероисповедания в Беларуси, назвав их "тенденциозными", "противоречивыми" и "не находящими подтверждения".

#### Исследования правозащитной организации «Форум 18»
Международная правозащитная организация «Форум 18» назвала ныне действующий Закон РБ «О свободе совести и религиозных организациях» «самым репрессивным в Европе». «Форума 18» критикует ограничительный характер белорусского Закона «О свободе совести и религиозных организациях» от 2002 года, приводит факты ареста и высылки иностранных священников из Беларуси, что объясняется «вопросами национальной безопасности». Как считает представитель «Форума 18» Джеральдина Фейган, «официальный Минск намерен выслать из Беларуси всех иностранных священников, поскольку они по самым разным причинам могут не удовлетворять белорусские власти».

#### Обсуждение на международной конференции
16 сентября 2010 года в Минске прошла международная конференция, посвящённая «свободе мысли, совести и религии». В конференции, инициированной международной организацией «Адвокаты Европы», Центром правовой трансформации (РБ) и центром «Экумена» (РБ), участвовали более 60 экспертов, юристов, правозащитников и учёных из Болгарии, Великобритании, Грузии, Норвегии, России, Словакии, Финляндии и Чехии, а также представители государственных, общественных и религиозных структур Беларуси.
Президент международной организации «Адвокаты Европы» Лачезар Попов заявил, что «конституционные права белорусских граждан должны найти развитие в национальном законодательстве в области свободы религии». Также он высказался, что «очень важным является вопрос о равных правах „традиционных“ и „нетрадиционных“ конфессий. Все категории населения, в том числе иностранные граждане и люди без гражданства, должны иметь такие же права на своё вероисповедание, как и коренные жители. В этом вопросе не может быть никакой дискриминации».
Норвежский эксперт Людмила Ульяшина обратила внимание на отсутствие в Беларуси национального механизма по изменению ситуации в конкретных делах, по которым Комитет по правам человека ООН в Женеве принял соответствующие решения.
Правозащитник Роджер Кишка выразил сожаление, что «в Беларуси происходят постоянные нарушения права на свободу вероисповедания, которое находит своё применение в нерегистрации религиозных общин чиновниками и ущемлении права на свободу собраний».
На этой же конференции белорусский религиовед Наталья Кутузова напомнила, что «в стране официально действует 25 конфессий, и учебные классы являются поликонфессиональными. Поэтому педагоги и авторы учебно-методических материалов не должны допускать дискриминацию по признаку религиозной принадлежности. Мы ссылаемся на положительный опыт стран ОБСЕ, где с 2007 года реализуются т. н. Толедские принципы преподавания религии в школе, основанные на воспитании навыков терпимости».

#### Другие мнения
Белорусская правозащитница Наталья Василевич выделила несколько сценариев ограничение свободы нормативными законодательными актами, отнеся Закон РБ «О свободе совести и религиозных организациях» (от 31 октября 2002 г. № 137-З) к одному из видов. В частности она отмечает, что в РБ «репрессивный закон, в котором предусмотрены различные ограничения религиозной деятельности и исповедания религии, но только за отдельные нарушения репрессивных норм следует какое-либо наказание, но в принципе создаётся такая ситуация, что любой субъект может стать нарушителем. Чтобы разнообразить картину, нужно добавить, что для разных конфессий или религиозных организаций могут применяться различные стратегии, то есть применяться принцип избирательной дискриминации».